# Dear Basketball
Dear Basketball é um filme de drama animado em curta-metragem estadunidense de 2017 dirigido e escrito por Glen Keane e Kobe Bryant. A obra ganhou o Oscar de melhor curta-metragem de animação na edição de 2018.
Foi distribuído online através do serviço de Streaming, go90. A animação, que leva o mesmo nome da carta de aposentadoria de Kobe, foi feita em parceria com Granity Studios e Believe Entertainment Group. O curta-metragem ganhou o Oscar de Melhor Curta-metragem de Animação na 90ª edição do Oscar, marcando a primeira vitória no Oscar de qualquer atleta profissional, bem como a primeira vitória no Oscar de Keane, um veterano animador da Disney.
Keane também experimentou novas técnicas, como animar o suor. Ele colocou uma folha separada sobre o desenho, onde uma camada macia de grafite foi adicionada. Ao tirar fotos com o iPhone e transformá-lo em negativo, onde o branco ficou preto e vice-versa, parecia que o suor escorria pelo rosto. Uma borracha foi usada para criar realces e revelar a pele por baixo. O curta foi exibido no Epcot durante março de 2018.

## Enredo
Na véspera de sua aposentadoria da National Basketball Association (NBA), Kobe Bryant descreve seu amor pelo jogo, que começou quando ele era criança. Dos seus sonhos de glória juvenil aos seus 20 anos de carreira, Bryant descreve como o basquete e ele deram um ao outro tudo o que tinham enquanto Bryant estava no auge.

## Recepção

### Crítica especializada
No site agregador de críticas Rotten Tomatoes, o filme tem uma taxa de aprovação de 75% com base em 12 avaliações.

## Nomeações
| Prêmio            | Data da cerimônia      | Categoria                         | Resultado |
| ----------------- | ---------------------- | --------------------------------- | --------- |
| Academy Awards    | 4 de março de 2018     | Melhor curta-metragem de animação | Venceu    |
| Annie Award       | 3 de fevereiro de 2018 | Melhor curta-metragem de animação | Venceu    |
| Sports Emmy Award | 9 de maio de 2018      | Melhor design gráfico             | Venceu    |